# Harry Buckwalter
Harry Buckwalter, o Harry H. Buckwalter (1867 – 1930), è stato un fotografo, regista e produttore cinematografico statunitense, pioniere del cinema muto.

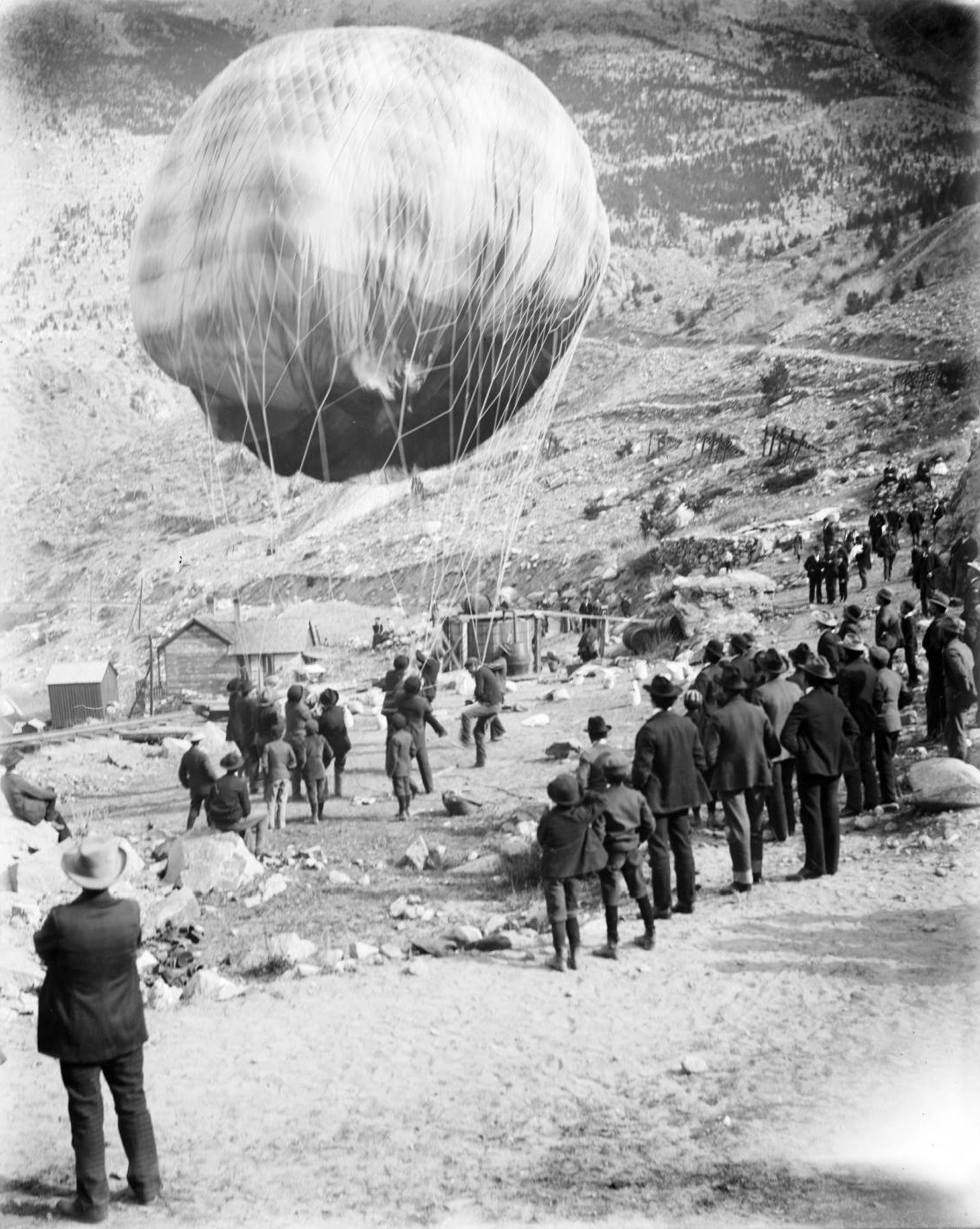
Ascensione in pallone a Georgetown, Colorado, 1894 (foto di Harry Buckwalter)

Harry Buckwalter fu uno dei primi foto giornalisti e fotografi del West americano. Cominciò a girare film a Denvers intorno al 1900, stringendo presto una collaborazione con William Selig, un produttore cinematografico di Chicago. Il suo ultimo film conosciuto fu girato nel 1913 durante la costruzione del Canale di Panama.

## Filmografia

### Regista
- Where Golden Bars Are Cast (1902)
- Ute Pass Express (1902)
- Trains Leaving Manitou (1902)
- Train in Royal Gorge (1902)
- Runaway Stage Coach (1902)
- Pike's Peak Toboggan Slide (1902)
- Panoramic View of Seven Castles (1902)
- Panoramic View of Hell Gate (1902)
- Panoramic View of Granite Canyon (1902)
- Panorama of Ute Pass (1902)
- Panorama of the Royal Gorge (1902)
- Panorama of the Famous Georgetown Loop (1902)
- Panorama of Cog Railway (1902)
- Leaving the Summit of Pike's Peak (1902)
- Lava Slides in Red Rock Canyon (1902)
- Hydraulic Giants at Work (1902)
- Horse Toboggan Slide (1902)
- Fun in the Glenwood Springs Pool (1902)
- Denver Firemen's Race for Life (1902)
- Climbing Hagerman Pass (1902)
- Clear Creek Canyon (1902)
- Burlington Flyer (1902)
- Balloon Ascension (1902)
- Arrival on Summit of Pike's Peak (1902)
- Freight Train in the Royal Gorge, Colo. (1903)
- Unloading Fish at Cannery (1904)
- Surf Scene on the Pacific (1904)
- Sour Lake Oil Fields (1904)
- Panoramic View of the Columbia River (1904)
- Panoramic View of Spokane Falls (1904)
- Panoramic View of Multnomah Falls (1904)
- Mending Seines on the Columbia River (1904)
- Hauling in Seines and Pulling Seines Into Boat (1904)
- Hauling in a Big Catch (1904)
- Fish Traps Columbia River (1904)
- Chicago Portland Special (1904)
- Tracked by Bloodhounds; or, A Lynching at Cripple Creek (1904)
- The Girls in the Overalls (1904)
- The Hold-up of the Leadville Stage, co-regia di William Nicholas Selig (1905)
- Ute Pass from a Freight Train (1906)
- Trip to Southern Colorado (1906)
- Trip Through Colorado (1906)
- Trip Over Cripple Creek Short Line (1906)
- Trip Over Colorado Midland (1906)

### Produttore
- The Girl from Montana, regia di G.M. Anderson (Gilbert M. 'Broncho Billy' Anderson) (1907)
- The Bandit King, regia di G.M. Anderson (Gilbert M. 'Broncho Billy' Anderson) (1907)